# Aldborough (Yorkshire du Nord)
Pour les articles homonymes, voir Aldborough.
Aldborough est un village du Yorkshire du Nord, en Angleterre. Il relève de la paroisse civile de Boroughbridge.

## Toponymie
Le village est attesté sous le nom de Burg dans le Domesday Book, puis Aldeburg en 1145. Ce nom dérive du vieil anglais (e)ald « ancien » et burh « forteresse », en référence à l'ancien fort romain.

## Histoire
Le village correspond à l'ancienne Isurium Brigantum, la civitas du peuple des Brigantes sous domination romaine. Elle occupe un emplacement stratégique, à l'endroit où Dere Street traverse l'Ure. Son importance est visible dans le Domesday Book, où elle figure comme possession royale et siège du wapentake de Burghshire, dans le West Riding.
Par la suite, un nouveau pont est construit sur l'Ure et la route se déplace vers l'ouest. Une ville nouvelle se développe à Boroughbridge, au détriment d'Aldborough. Malgré sa population déclinante, la circonscription d'Aldborough continue à envoyer deux députés au Parlement de Londres jusqu'en 1832. Considérée comme un « bourg pourri », elle est supprimée par le Reform Act 1832.